# Rose Tata-Muya
Rose Tata-Muya, née le 12 juin 1960, est une athlète kényane.

## Carrière
Elle est médaillée d'argent du relais 4 x 400 mètres aux Jeux africains de 1978 à Alger.
Aux Championnats d'Afrique d'athlétisme 1979 à Dakar, Rose Tata-Muya est médaillée d'argent du 800 mètres, du 400 mètres haies et du relais 4 × 400 mètres. Elle est médaillée de bronze du 400 mètres haies aux Championnats d'Afrique d'athlétisme 1982 au Caire et médaillée d'argent de la même épreuve aux Jeux africains de 1987 à Nairobi. Elle est éliminée en séries du 400 mètres haies féminin aux Jeux olympiques d'été de 1988 à Séoul.
Aux Championnats d'Afrique d'athlétisme 1990 au Caire, elle obtient la médaille d'argent du relais 4 × 400 mètres.